# Louis Bonte
Louis Bonte, né le 19 mars 1908 à Armentières et mort des suites d’un accident de la circulation le 1er juin 1971 à Nice, est un militaire et ingénieur aéronautique français. À la tête du Centre d'essais en vol de Brétigny-sur-Orge (CEV) entre 1948 et 1958, il est nommé directeur des affaires internationales à la délégation ministérielle pour l'armement en 1966. Il est suspendu de ses fonctions trois ans plus tard, après l’affaire des Vedettes de Cherbourg.

## Biographie
Diplômé de Polytechnique et de l’École nationale supérieure de l'aéronautique, il est avant la guerre le chef de la section des avions au Centre d'essais du matériel aérien (CEMA), à Villacoublay.
Après la Libération, Louis Bonte exerce les fonctions d'adjoint au directeur technique et industriel pour la production aéronautique. Il succède à Maurice Cambois en 1948 comme directeur du Centre d'essais en vol de Brétigny-sur-Orge (CEV), poste qu’il garde pendant une décennie. Pilote d'essai, il joue un rôle de premier plan dans l'étude et la mise au point des appareils.
En août 1958, il est nommé directeur technique et industriel de l'aéronautique, s’occupant de l'ensemble des problèmes industriels aéronautiques en France, civils et militaires. En 1960, il prend les fonctions de président du comité consultatif national pour l'expansion de l'industrie aéronautique française. Il est nommé inspecteur technique de l’aéronautique en 1962.
En novembre 1966, il devient directeur des affaires internationales à la délégation ministérielle pour l'armement. Responsable des ventes d'armes de la France, il est chargé de la prospection des marchés étrangers,.
En décembre 1969, une opération de la marine israélienne récupère cinq patrouilleurs de Classe Sa'ar III dans le port de Cherbourg. Ces Vedettes, payées par le gouvernement israélien, n’avaient pas été livrées à cause de l'embargo sur l'armement décrété par Charles de Gaulle en 1967, peu avant la guerre des Six Jours. Lorsque l’affaire est révélée dans la presse en décembre 1969, Michel Debré, ministre de la Défense de Georges Pompidou, sanctionne plusieurs hauts responsables, dont Louis Bonte qui est suspendu de ses fonctions lors du conseil des ministres du 31 décembre 1969,. Il est remplacé par Hugues de l’Estoile. Le général Paul Stehlin prend sa défense, demandant à Pierre Messmer d’intervenir
Très affecté par cette mesure, il dépose un recours en Conseil d’État en mars 1970. Le 21 mai 1971, il est renversé par un cyclomoteur à Menton, où il réside. Victime d’une fracture du crâne, il meurt le 1er juin à l’hôpital Pasteur de Nice.
L’aéro-club d’Istres (où il avait installé une annexe du CEV à la fin des années 1940) a été renommé en son honneur en 1984. Un monument à sa mémoire y a été dressé en 1997, à l’initiative de l’Amicale des Essais en Vol.

## Décorations
- Grand officier de la Légion d’honneur[10] (10 juillet 1964)
  - Commandeur (28 août 1958)
  - Officier (26 août 1953)
  - Chevalier (4 juin 1946)
- Grand-croix de l’Ordre national du mérite (14 juillet 1969)
- Médaille de l'Aéronautique

## Œuvre
- Louis Bonte, Histoire des Essais en Vol, DOCAVIA, Editions Larivière, 1975